# Katerînivka, Popasna
Katerînivka (în ucraineană Катеринівка) este un sat în comuna Berezivske din raionul Popasna, regiunea Luhansk, Ucraina.

## Demografie
Componența lingvistică a localității Katerînivka
     Ucraineană (74,38%)
     Rusă (25%)
     Alte limbi (0,62%)
Conform recensământului din 2001, majoritatea populației localității Katerînivka era vorbitoare de ucraineană (74,38%), existând în minoritate și vorbitori de rusă (25%).